# Zdzisław Kurowski
Zdzisław Kurowski (ur. 14 kwietnia 1937 w Jońcu) – polski polityk, działacz ruchu młodzieżowego, poseł na Sejm PRL V, VI, VII i VIII kadencji, I sekretarz Komitetu Wojewódzkiego PZPR w Białymstoku (1972–1975), członek sekretariatu KC PZPR (1975–1980), członek prezydium Ogólnopolskiego Komitetu Frontu Jedności Narodu (1971–1983).

## Życiorys
Syn Henryka i Lucyny. Uzyskał tytuł zawodowy magistra inżyniera ekonomiki rolnictwa w Szkole Głównej Gospodarstwa Wiejskiego w Warszawie.
W latach 1950–1956 działał w Związku Młodzieży Polskiej. W kwietniu 1956 został członkiem Polskiej Zjednoczonej Partii Robotniczej. W 1957 wstąpił do Związku Młodzieży Wiejskiej, w którym od 1965 do 1972 stał na czele Zarządu Głównego. W latach 1964–1966 zasiadał w egzekutywie Warszawskiego Komitetu Wojewódzkiego PZPR. Był zastępcą członka (1968–1971), a następnie członkiem (1971–1981) i członkiem Sekretariatu (1975–1980) Komitetu Centralnego PZPR. Od stycznia 1972 do maja 1975 był I sekretarzem KW PZPR w Białymstoku, a od maja 1975 do kwietnia 1977 przewodniczącym rady głównej Federacji Socjalistycznych Związków Młodzieży Polskiej. W latach 1977–1980 pełnił funkcję kierownika Wydziału Przemysłu Lekkiego, Handlu i Spożycia KC PZPR, a w 1980 kierownika Wydziału Organizacyjnego KC.
W 1969 uzyskał mandat posła na Sejm PRL V kadencji w okręgu Jarosław. Pełnił funkcję sekretarza Sejmu. Zasiadał w Komisji Mandatowo-Regulaminowej oraz w Komisji Rolnictwa i Przemysłu Spożywczego. W 1972, 1976 i 1980 uzyskiwał reelekcję. Do Sejmu VI kadencji dostał się z okręgu Białystok, a do Sejmu VII i VIII z okręgu Kielce. Zasiadał w Komisjach Sejmowych: V kadencja – Komisja Mandatowo-Regulaminowa oraz Komisja Rolnictwa i Przemysłu Spożywczego, VI i VII kadencja – Komisja Mandatowo-Regulaminowa.
Od 1982 do 1987 był przedstawicielem PRL w Radzie Wzajemnej Pomocy Gospodarczej w Moskwie, a następnie wiceministrem handlu zagranicznego (w 1987) i współpracy gospodarczej z zagranicą (w latach 1987–1989).

## Odznaczenia
- Order Sztandaru Pracy II klasy
- Krzyż Kawalerski Orderu Odrodzenia Polski
- Medal 30-lecia Polski Ludowej[1]
- Brązowy Medal „Za zasługi dla obronności kraju” (1967)[2]
- Złoty Znak Związku Ochotniczych Straży Pożarnych (1968)[3]
- Odznaka 100-lecia sportu polskiego (1967)[4]
- Odznaka 20-lecia Zrzeszenia Studentów Polskich (1970)[5]
- Medal im. Arthura Beckera (nadany przez kierownictwo Wolnej Młodzieży Niemieckiej NRD, 1971)[6]
- Złoty Medal „Za umacnianie Przyjaźni między Narodami” (NRD, 1974)[7]